# Canals (Argentina)
Canals es una Ciudad del Departamento Unión, en el sudeste de la provincia de Córdoba, Argentina.
Como sucedió en la mayoría de localidades de la Pampa Gringa, Canals creció alrededor de la estación de tren, construida a finales del siglo XIX, que permitió la llegada de inmigrantes europeos que desembarcaban en los puertos de Rosario y Buenos Aires. El grueso de los inmigrantes eran provenientes de Italia (Piamonte, Lombardía, Liguria), Alemania (comunidades étnicamente alemanas, como alemanes del Volga o suizo-alemanes), Francia y España (Galicia, País Vasco). Se cree que alrededor del 89% de la población de la localidad cuenta con antepasados italianos, algo que se deja ver con la fuerte impronta cultural italiana plasmada en el pueblo. En la década de los 90s, el tren cayó en desuso, pero la ciudad siguió creciendo, desarrollando una industria alrededor de las actividades agropecuarias, y servicios como la actividad bancaria.
Canals cuenta con una oficina técnica del Instituto Nacional de Tecnología Agropecuaria, que tiene influencia en varios poblados cercanos a la localidad. Se accede a Canals por la Ruta Número 8 y por la ruta provincial Número 3.
El río Cuarto corre unos 16 km al norte de Canals, formando un área deprimida conocida como Derrame del Río IV, de la que se desprenden algunas lagunas, como La Helvecia. El resto de la zona presenta llanuras planas o planicies arenosas con algunas leves ondulaciones. La localidad presenta un clima templado-húmedo. La temperatura media anual es de 16,5 °C. La temperatura media de enero es de 24 °C, mientras que la de julio es de 9 °C. La media anual de precipitaciones es de 874 mm.
Las principales actividades económicas son la ganadería, industria láctea y la agricultura.
La Ciudad cuenta con dos clubes deportivos: Club Atlético Canalense y Club Atlético Libertad.
Entre las personalidades destacadas, se encuentran:
- El "Gringo" Roberto Basilio Del Bo, corredor del Turismo Carretera con Chevrolet Chevy

## Comienzos
En tiempos del virreinato del Río de la Plata y las primeras décadas después de la Independencia de la Argentina, la vasta región en la que se encuentra Canals, comprendida entre Rosario y Córdoba, no era tan próspera y pujante como lo es hoy en día. Pese a su potencial productivo, la región funcionaba como ruta comercial y de mensajería entre los puertos del Litoral y Buenos Aires, con Córdoba y el norte del país, debido a las constantes incursiones indígenas desde el sur (provenientes de la Patagonia), y por el norte (provenientes del Gran Chaco), que asaltaban convoyes comerciales, correos, secuestraban ganado e incluso personas que luego vendían como esclavos en la Araucanía Chilena. Cualquier intento de asentamiento se veía imposibilitado por los ataques. 
Esto cambió con los emplazamientos de pequeños fuertes, llamados Fortín, que servían como línea de defensa ante las incursiones. En el caso de Canals, se emplazaron en sus inmediaciones los fortines "Loboy" y "Las Tosquitas" para proteger la ruta de mensajería que unía Arequito con San Luis, de los ataques desde el sur por el cacicazgo de Cafulcurá, quienes mantuvieron una larga rivalidad de 44 años con la familia terrateniente de los Piedras.
En 1880, la provincia de Córdoba subasta en remate público las tierras y las adquiere un grupo de capitanes de cabotaje genoveses que impulsaron el asentamiento de colonos  provenientes de la Riviera Italiana. Por esto, durante los primeros años, Canals se llamó Colonia "La Genovesa". En 1881 este grupo de capitanes transfieren las tierras al empresario catalán Juan Canals, quien ya era un empresario exitoso, habiendo realizado varias obras en Rosario, instala puesteros a campo abierto y diseña personalmente el tramado urbano.
Poco después se instala un saladero de cueros y grasería en general, un almacén y una carnicería. Durante la misma época, en Argentina se desató una competencia entre capitales franceses e ingleses para construir vías férreas en toda la llanura pampeana. Entre 1888 y 1896 el F.C.C.A. (Ferrocarril Central Argentino, de capitales ingleses), construye 1500 kilómetros de línea, siendo los ramales más importantes Pergamino-Melincué y Venado Tuerto-Río Cuarto, siendo este último el que nos importa porque Canals se encuentra a mitad de trayecto entre ambas ciudades. 
El 24 de febrero de 1891 llega a Colonia "La Genovesa" la punta de rieles del ferrocarril y su primer tren de pasajeros, hecho que inicia la etapa ascendente y trascendental del pueblo, que en honor a su fundador se pasaría a llamar Canals.

## Población
Cuenta con 8331 habitantes (Indec, 2022), lo que representa un descenso del 4% frente a los 8676 habitantes (Indec, 2010) del censo anterior.
| Gráfica de evolución demográfica de Canals entre 1991 y 2022 |
|                                                              |
| Fuente: Censos nacionales del INDEC                          |

## Parroquias de la Iglesia católica en Canals
| Diócesis  | Villa de la Concepción del Río Cuarto |
| --------- | ------------------------------------- |
| Parroquia | La Anunciación y Santo Cristo         |

## Personajes
- Enrique Vidalle : Futbolista
- Roberto Del Bo : Automovilista